# Les Darcy
Pour les articles homonymes, voir Darcy.
Les Darcy est un boxeur australien né le 31 octobre 1895 à Maitland, et mort le 24 mai 1917.

## Carrière
Il devient champion d'Australie des poids moyens après sa victoire contre Jeff Smith par disqualification au 2e round le 22 mai 1915 puis des poids lourds aux dépens de Harold Hardwick l'année suivante. Darcy conserve ces deux titres respectivement 8 et 3 fois jusqu'à son décès en 1917 des suites d'une pneumonie.

## Distinction
- Les Darcy est membre de l'International Boxing Hall of Fame depuis 1993[1].